# Хатем, Роберт
Роберт Марун Хатем (араб. روبرت مارون حاتم‎;
1956, Бейрут) — ливанский правохристианский боевик, активист партии Катаиб, видный командир фалангистской милиции. Активный участник гражданской войны в Ливане. Начальник охраны Ильяса Хобейки. Обвинялся в ряде военных и уголовных преступлений. После разрыва с Хобейкой эмигрировал во Францию, где опубликовал разоблачительную книгу.

## Фалангистская юность
Родился в семье бейрутских христиан-маронитов. Семья происходила из района Джебейль, дед Хатема был главой администрации одного из селений. Среднее образование Роберт Хатем получил в частных школах ливанской столицы.
С детства Роберт Хатем воспитывался в идеологии ливанского национализма, крайне правого популизма и антикоммунизма. Был сторонником праворадикальной фалангистской партии Катаиб. С 1973 участвовал в столкновениях с сирийцами и палестинскими боевиками. Участвовал в политических мероприятиях, организованных основателем Катаиб Пьером Жмайелем.

## Боевик и охранник Хобейки
С первого дня гражданской войны — 13 апреля 1975 года — Роберт Хатем откликнулся на призыв Пьера Жмайеля к мобилизации христианской молодёжи и примкнул к фалангистской милиции. Активно участвовал в столкновениях правохристианских формирований с боевиками ООП, социалистами и коммунистами — «Битве отелей», боях в бейрутском порту, Чёрной субботе, обороне завода Уильяма Хауи, сражении за Тель-Заатар. Служил в формировании Амина Жмайеля. Получил прозвище Кобра — за постоянное ношение револьвера Colt Cobra.
Роберт Хатем был убеждённым ливанским националистом и непримиримым противником не только ООП, но и Сирии. Его возмущало военное сотрудничество правохристиан с сирийской армией в 1976 году. Дабы избежать конфликтов с сирийцами, фалангистское командование направило Хатема в Южный Ливан — воевать против ООП и устанавливать связи с израильскими военными.
В Южном Ливане Роберт Хатем примкнул к группе боевиков, подчинённых Ильясу Хобейке. Так, с осени 1976 на следующие два десятилетия Роберт Хатем превратился в «тень и сторожевого пса» Хобейки. Своё первоначальное отношение к нему Хатем характеризовал как «восхищение храбрым рыцарем». При аресте Хобейки ливанскими властями участвовал в стычках с правительственной армией. Тесно взаимодействовал также с такими фалангистскими командирами, как Самир Джааджаа, Фуад Абу Надер, Фади Фрем, Бутрос Хаванд, Тони Кесруани. Был беззаветно предан Баширу Жмайелю — «освободителю маронитов, лидеру христианской революции» (хотя и отмечал высокомерие Башира к рядовым бойцам и обычным ливанским христианам).
Наряду с противостоянием «левомусульманскому блоку», Роберт Хатем участвовал также в правохристианских междоусобных конфликтах — Эденской резне (расправа фалангистов с боевиками движения Марада, убийство Тони Франжье-младшего и его семьи) и резне в Сафре (разгром фалангистами национал-либеральной Милиции Тигров). Как впоследствии вспоминал Хатем, он «словно под гипнозом» выполнял самые жестокие приказания Хобейки.
После разрыва временного союза правохристиан с сирийцами Роберт Хатем с энтузиазмом участвовал в боях фалангистов с сирийскими войсками — Стодневной войне (1978) и Битве при Захле (1980—1981). Подключался к конфиденциальным дипломатическим миссиям Башира Жмайеля и Ильяса Хобейки — тайным переговорам с Израилем и Сирией. Лично контактировал с Рифатом Асадом.
С 1981—1982 Роберт Хатем стал причастен к операциям фалангистской службы безопасности, во главе которой по поручению Башира Жмайеля стоял Ильяс Хобейка — включая криминальные акции, подобные похищению и убийству трёх иранских дипломатов и шофёра иранского посольства. Руководил личной охраной Хобейки. Имел прямое отношение к тайным тюрьмам Хобейки, его финансовым аферам и внебрачным связям.

## В правохристианском расколе
23 августа 1982 года Башир Жмайель был избран президентом Ливана. Перед Ильясом Хобейкой и Робертом Хатемом открывались широкие перспективы. Однако 14 сентября 1982 Жмайель был убит, не успев официально вступить в должность. Ответственность за убийство, как правило, возлагается на сирийские спецслужбы.
Ответом фалангистов стала резня в Сабре и Шатиле, организованная и возглавленная Хобейкой. Роберт Хатем принимал в ней активное личное участие. Впоследствии он оценивал происшедшее как преступную акцию Хобейки, которая во многом свела на нет предыдущие победы правохристиан — теракт сирийских спецслужб остался безнаказанным, ливанское и мировое внимание переключилось с убийства Башира Жмайеля на расправу в палестинских лагерях, союзное Катаиб израильское правительство Бегина—Шарона было вынуждено уйти, резко усилились позиции Сирии в ливанском конфликте.
Хатем был крайне недоволен начавшейся в правохристианском лагере внутренней борьбой — в частности, расправами Хобейки с бывшими боевиками «Милиции Тигров» (которые после резни в Сафре перешли к фалангистам), со сторонниками Амина Жмайеля и Фуада Абу Надера. Ещё большее возмущение Хатема вызывала очевидная переориентация Хобейки на Сирию, заключение им Трёхстороннего соглашения в Дамаске с просирийским движением Амаль и социалистами Валида Джумблата.
В 1985 в правохристианских Ливанских силах произошёл раскол и начались открытые бои между сторонниками Ильяса Хобейки и Самира Джааджаа. Роберт Хатем скорее симпатизировал Джааджаа, который выступал с последовательно националистических позиций, против сговора с Сирией. Однако он не демонстрировал этого и продолжал выполнять при Хобейке функции телохранителя. После поражения Хобейки в начале 1986 Хатем уничтожал компрометирующие материалы в штабе его формирований. Организовал бегство Хобейки в Западный Бейрут и Дамаск с помощью криминальной структуры.
Продолжал участвовать в боях против Джааджаа на стороне сил Хобейки. Считает, что Хобейка обязан ему жизнью — при том, что Джааджаа «более приемлем для христиан».

## При сирийской оккупации
В 1988—1989 кровопролитная междоусобица Самира Джааджаа с генералом Ауном окончилась победой сирийцев — и соответственно Ильяса Хобейки. В первые годы сирийской оккупации Роберт Хатем оставался на прежней службе. Впоследствии Хатем признавал «бесчестным» своё поведение в 1989—1990 — поддержку Ауна, потом сирийцев в частных политических интересах своего босса Хобейки.
Хатем помогал Хобейке в противозаконных финансовых операциях, рэкете, похищениях бизнесменов и вымогательстве денег. Совершал заказные похищения и убийства. Лично пытал предпринимателя Роджера Тамраза, добиваясь выплаты 5 миллионов долларов (при этом впоследствии отмечал, что стойкость Тамраза вызывала большое уважение). Утверждает, что по указанию Хобейки выполнял эвтаназию его дочери Сабины.
Посетил Майами для закупки оргтехники и компьютерных программ, нужных бизнесу Хобейки. Был арестован, освобождён благодаря адвокатским усилиям. С тех пор Хатему запрещён въезд в США.
В октябре 1990 Роберт Хатем договаривался с Дани Шамуном о встрече с Хобейкой. Вскоре после этого Шамун был убит вместе с семьёй. В этом убийстве Хатем обвиняет Хобейку, который, по его версии, расправился с Шамуном по указанию сирийских кураторов.
В 1992—1998 Ильяс Хобейка занимал различные министерские посты в просирийских правительствах Ливана. Роберт Хатем оставался его доверенным силовым и финансовым агентом. Был в курсе финансовых афер, взяток, откатов, лоббирования коммерческих проектов. Возмущался бизнес-партнёрством Хобейки с ливанскими коммунистами, против которых в своё время велась война (совладельцем принадлежавшей Хобейке торговой фирмы был лидер Ливанской компартии Жорж Хауи, одно из силовых подразделений возглавлял бывший коммунистический боевик Камаль Фегали).

## Разоблачительная книга
Роберт Хатем понимал, что при опасности Хобейка возложит на него ответственность за многочисленные криминальные акции (тем более, что Хатему уже была подобрана замена в лице коммуниста Фегали). Он решил упредить события и в 1997 году бежал из Ливана в Париж.
В 1999 году Роберт Хатем издал книгу From Israel to Damascus: The Painful Road of Blood, Betrayal and Deception — Из Израиля в Дамаск: тяжкая дорога крови, предательства и лжи. По его словам, Ильяс Хобейка предлагал ему 500 тысяч фунтов стерлингов за отказ от публикации, но Хатем посчитал себя обязанным «нарушить закон омерты и разоблачить коррупционную диктатуру ради пробуждения народа». При этом Хатем выразил готовность предстать перед ливанским правосудием — свободным от сирийского вмешательства.
Книга содержит многочисленные факты и компетентные оценки. Показана эволюция Ильяса Хобейки из безжалостно жестокого, но идейного и храброго фалангиста в беспринципного сирийского агента и национального предателя, уголовника-рэкетира и коррумпированного бюрократа, алчного стяжателя и гламурного развратника, беспощадного даже к членам своей семьи. На этом примере демонстрируется постепенный отход от первоначальных целей, трансформация идеологической войны в сугубый криминал, безыдейную борьбу за личную власть, обогащение, гламурный образ жизни (что, впрочем, было свойственно всем сторонам ливанской войны, отнюдь не только фалангистам).
При жизни Хобейки книга Хатема была запрещена в Ливане, её распространение подвергалось уголовному преследованию. Хобейка подал на автора в суд за клевету.
Роберт Хатем также описывает события гражданской войны, резню в Сабре и Шатиле (возлагает основную ответственность на Хобейку и указывает, что акция вызвала возмущение израильского правительства и лично Ариэля Шарона). Даны характеристики таких правохристианских деятелей, как Пьер Жмайель, Башир Жмайель, Амин Жмайель, Самир Джааджаа, Фади Фрем, Фуад Абу Надер и многие другие.
Собственную деятельность Роберт Хатем оценивает достаточно критично. Войну против палестинцев, сирийцев, левых и коммунистов в 1975—1982 годах он называет «чистой и благородной». Но Хатем резко осуждает себя за многолетнюю службу Хобейке, соучастие в его преступлениях. Своё поведение Хатем объясняет своеобразным «гипнозом» личности «невозмутимо безжалостного» главаря.
Публикация Хатема вызвала возмущение палестинцев. Они заявили протест в связи с проживанием во Франции участника резни в Сабре и Шатиле.
Роберт Хатем подчёркивает свою верность фалангистским взглядам и идеалам своей молодости.